# Taddeo
Taddeo  è un nome proprio di persona italiano maschile.

## Varianti
- Maschili: Addai[5]
- Femminile: Taddea[3][4]

### Varianti in altre lingue
- Aramaico: Thadday[1][3][4], Thaddai[2][6]
- Basco: Tado[7]
- Catalano: Tadeu[7]
- Ceco: Tadeáš[2]
- Cinese: 達陡 (Dádǒu)[senza fonte]
- Croato: Tadija[2]
- Francese: Thaddée
- Galiziano: Tadèu[7]
- Greco biblico: Θαδδαῖος (Thaddáios)[1][2][3][8]
- Inglese: Thaddeus[2], Thaddaeus[2]
  - Ipocoristici: Thad[2], Thaddy[6], Thady[6], Tad[2][6]
- Latino: Thaddeus[2], Thaddaeus[3][8]
- Lituano: Tadas[2]
- Polacco: Tadeusz[2]
- Portoghese: Tadeu[2]
- Russo: Фаддей (Faddej)[2]
- Serbo: Тадија (Tadija)[2]
- Slovacco: Tadeáš[2]
- Sloveno: Tadej[2]
- Spagnolo: Tadeo[2][7]
- Ungherese: Tádé

## Origine e diffusione

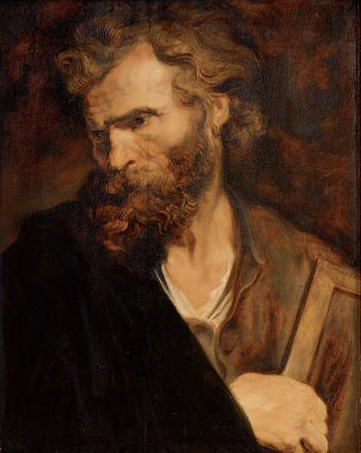
Giuda Taddeo dipinto da Antoon van Dyck

Si tratta di un nome biblico, che richiama la figura neotestamentaria dell'apostolo Giuda Taddeo; l'appellativo "Taddeo", che probabilmente era un soprannome dell'apostolo, è usato solo nel Vangelo di Marco (il personaggio è chiamato "Lebbeo" nel Vangelo di Matteo e "Giuda di Giacomo" nel Vangelo di Luca e negli Atti).
Il nome "Taddeo" risale, tramite il latino Thaddeus e il greco Θαδδαῖος (Thaddáios), all'aramaico Thadday, dall'origine incerta; è stata ipotizzata una connessione con vocaboli aramaici come thaddayah o tedhayya ("petto [di donna]", "seni", oppure "cuore", col possibile significato di "dal grande cuore", e quindi "coraggioso") o tawdī ("ringraziamento", "lode", quindi "colui che loda"), ma più convincente appare l'etimologia proposta da Dalman, secondo il quale nomi come Thadday, Theudâh e Theudâs, attestati anche al di fuori dei Vangeli, sarebbero in realtà l'adattamento di vari ipocoristici greci di nomi quali Teodoro, Teodosio e Teodoto.
La diffusione del nome in Italia, scarsa e dispersa su tutto il territorio nazionale, è riflesso del culto verso il santo apostolo. Tra i paesi anglofoni, dal XVI secolo ha avuto particolare fortuna in Irlanda, dove veniva usato anche per "tradurre" in inglese il nome irlandese Tadhg.

## Onomastico
L'onomastico viene generalmente festeggiato il 28 ottobre in memoria di san Giuda Taddeo, apostolo e martire in Persia. Con questo nome si ricordano anche, alle date seguenti:
- 5 agosto, san Taddeo o Addai, uno dei settanta discepoli, evangelizzatore in Siria e Persia, primo vescovo di Edessa[11]
- 30 novembre, san Taddeo Liu Ruiting, sacerdote e martire nel Sichuan[9][11]
- 29 dicembre, san Taddeo Studita, o di Scizia, monaco e martire a Costantinopoli sotto Leone V[11]

Si ricordano inoltre i seguenti beati:
- 14 maggio, beato Taddeo Jeong In-hyeok, uno dei martiri coreani, ucciso a Seul[11]
- 29 maggio, beato Taddeo Ku Han-seon, altro martire coreani, morto a Haman[9]
- 6 agosto, beato Tadeusz Dulny, seminarista polacco, martire a Dachau[9][11]
- 25 ottobre, beato Taddeo McCarthy, vescovo di Ross, poi di Cork e Cloyne, morto in pellegrinaggio a Ivrea[9][11]

## Persone

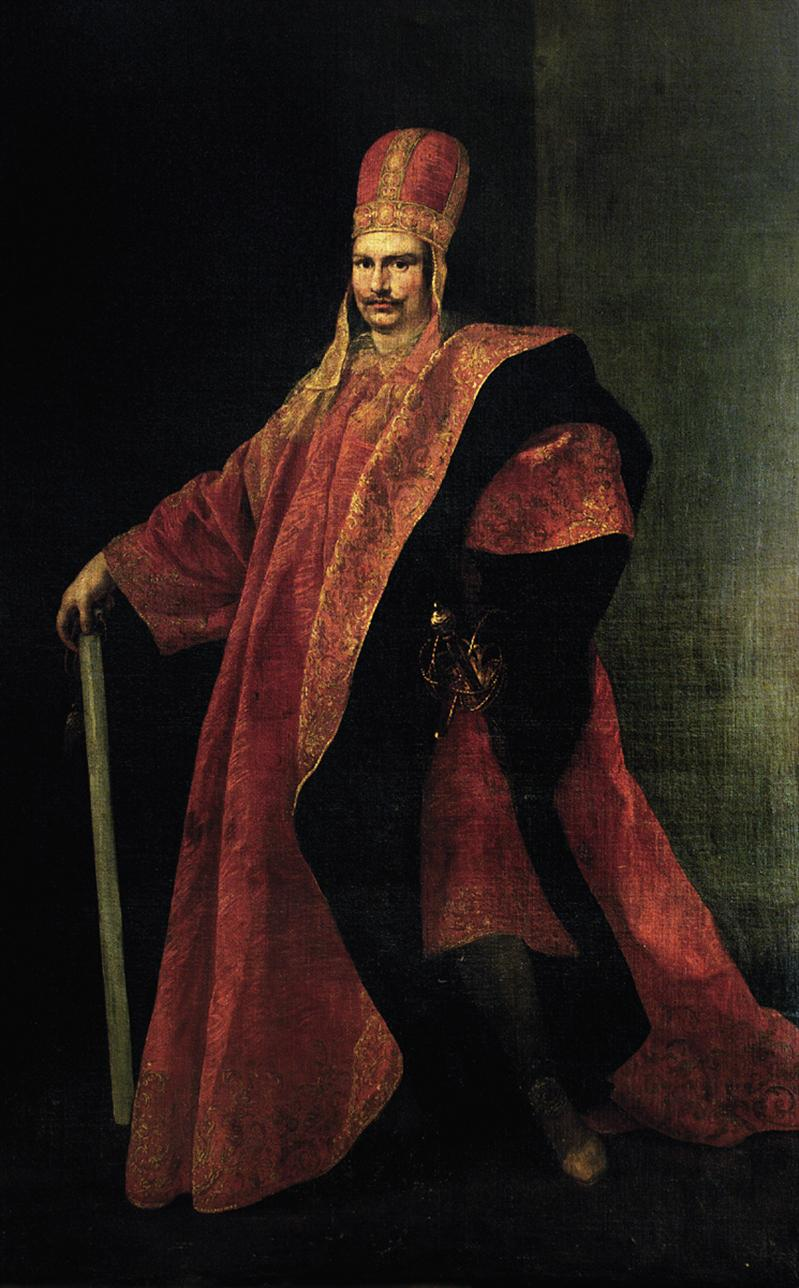
Taddeo Barberini

- Taddeo di Bartolo, pittore italiano
- Taddeo Alderotti, medico italiano
- Taddeo Barberini, militare e nobile italiano
- Taddeo Carlone, scultore e architetto italiano
- Taddeo Gaddi, pittore italiano
- Taddeo Grandi, patriota e scrittore italiano
- Taddeo McCarthy, vescovo cattolico irlandese
- Taddeo Orlando, generale e politico italiano
- Taddeo Pepoli, politico, giurista e cambiatore italiano
- Taddeo Zuccari, pittore italiano

### Variante Tadeusz
- Tadeusz Baird, compositore polacco

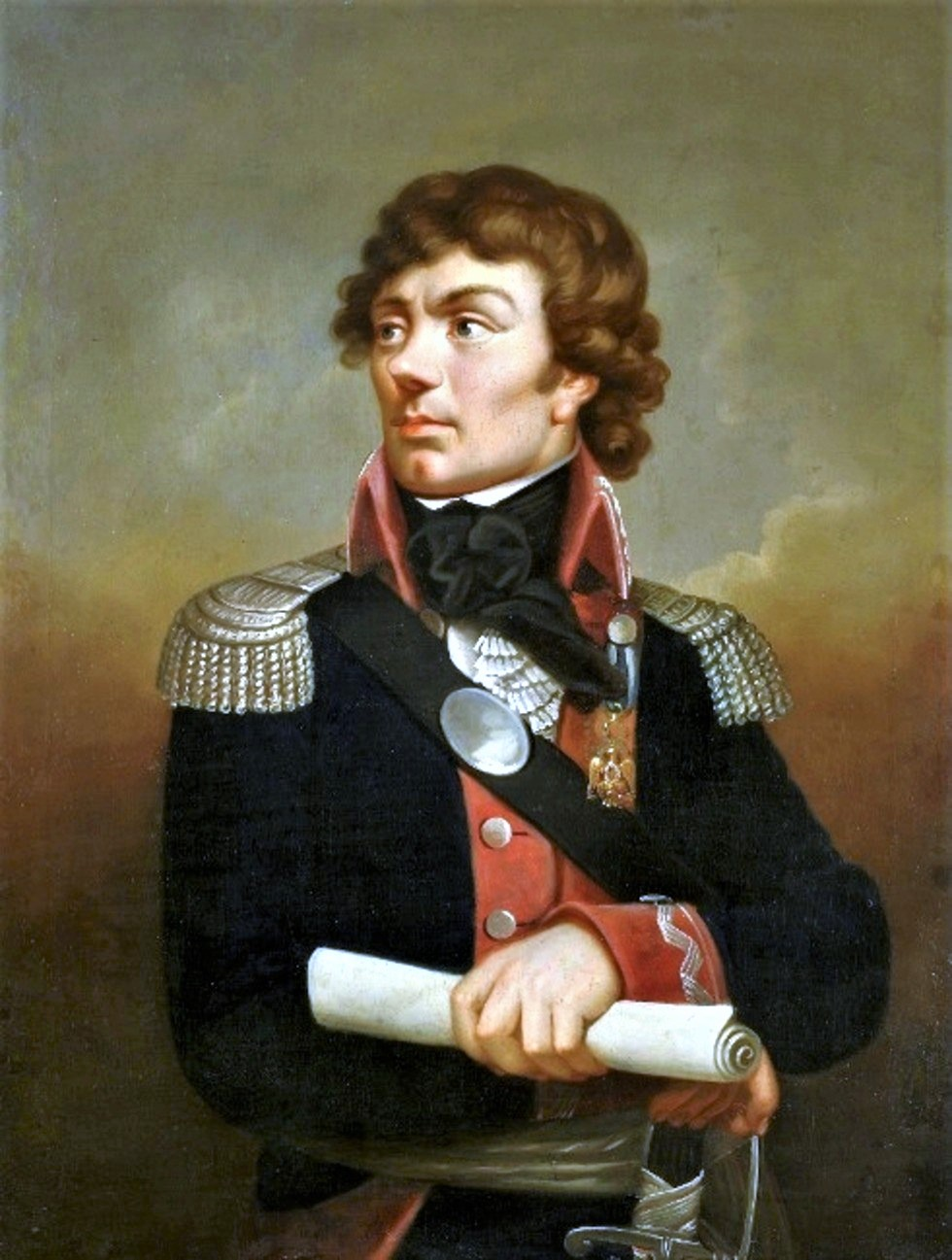
Tadeusz Kościuszko

- Tadeusz Borowski, scrittore, poeta e giornalista polacco
- Tadeusz Góra, aviatore e militare polacco
- Tadeusz Kantor, pittore, scenografo e regista teatrale polacco
- Tadeusz Komorowski, politico e militare polacco
- Tadeusz Kondrusiewicz, arcivescovo cattolico bielorusso
- Tadeusz Konwicki, scrittore e regista polacco
- Tadeusz Kościuszko, generale e ingegnere polacco
- Tadeusz Miciński, scrittore, poeta e drammaturgo polacco
- Tadeusz Reichstein, biochimico polacco naturalizzato svizzero
- Tadeusz Różewicz, poeta, drammaturgo e scrittore polacco
- Tadeusz Rydzyk, presbitero, politico e conduttore radiofonico polacco

### Altre varianti maschili
- Faddej Bulgarin, giornalista e scrittore polacco naturalizzato russo
- Thad Cochran, politico statunitense
- Tadas Kijanskas, calciatore lituano
- Tadej Pogačar, ciclista su strada sloveno
- Tadej Valjavec, ciclista su strada sloveno
- Thaddeus Young, cestista statunitense

### Variante femminile Taddea
- Taddea d'Austria, nobildonna italiana
- Taddea d'Este, nobildonna italiana
- Taddea Gonzaga, nobildonna italiana
- Taddea Visconti, nobildonna italiana

## Il nome nelle arti
- Tadeo di Camporotondo è il principe protagonista del racconto che fa da cornice al Pentamerone di Giambattista Basile, il personaggio a cui vengono raccontate le fiabe della raccolta.
- Tadzio (ipocoristico di Tadeusz) è un personaggio del romanzo breve La morte a Venezia di Thomas Mann.
- Taddeo (originale Elmer Fudd) è un personaggio dei cartoni dei Looney Tunes, il cacciatore che tenta sempre di catturare Bugs Bunny.
- Tadeus Brakko è un personaggio dei fumetti e dei cartoni animati della serie di Rat-Man.
- Thaddeus Brown è un personaggio dei fumetti Marvel, che ha rivestito i panni di Mister Miracle.
- Thaddeus Harris è un personaggio della serie cinematografica Scuola di polizia.
- Taddeo Mackerel è un personaggio della serie di fumetti PK - Paperinik New Adventures.
- Taddeus McFinnigan è un personaggio della serie animata I Griffin.
- Thaddeus Thawne, più noto come Inertia, è un personaggio dei fumetti DC Comics.
- Taddeo Rospo (Todd the Toad nell'originale) è il protagonista del cortometraggio Disney Il vento tra i salici nel classico Le avventure di Ichabod e Mr. Toad.
- Taddeo è un vicino di casa di Paperino nei fumetti della Disney.
- Thaddeus George Thatch è un personaggio minore del classico Disney Atlantis - L'impero perduto, nonno del protagonista Milo.
- Il dottor Thaddius Blakk è l'antagonista principale della serie animata SlugTerra - Lumache esplosive.
- Thaddeus Valentine antagonista del romanzo e film Macchine mortali.